# Nichtexpansive Abbildung
Der Begriff der nichtexpansiven Abbildung entstammt der Funktionalanalysis, einem der Teilgebiete der Mathematik. Die nichtexpansiven  Abbildungen zählen zu den lipschitzstetigen Abbildungen zwischen metrischen Räumen. Sie sind unter anderem bedeutsam im Zusammenhang mit Fixpunktsätzen.

## Definition
Eine Abbildung {\displaystyle f\colon X\to Y} für zwei metrische Räume {\displaystyle (X,d_{X})} und {\displaystyle (Y,d_{Y})} heißt nichtexpansiv, wenn stets die folgende Ungleichung erfüllt ist:
{\displaystyle d_{Y}(f(x_{1}),f(x_{2}))\leq d_{X}(x_{1},x_{2})\;(\forall x_{1},x_{2}\in X)}
Erfüllt eine solche Abbildung {\displaystyle f\colon X\to Y} für {\displaystyle x_{1},x_{2}\in X} mit {\displaystyle x_{1}\neq x_{2}} sogar stets die strenge Ungleichung
{\displaystyle d_{Y}(f(x_{1}),f(x_{2}))<d_{X}(x_{1},x_{2})}   ,
so nennt man {\displaystyle f} strikt nichtexpansiv.

## Fixpunktsatz von Browder-Göhde-Kirk
Zu den nichtexpansiven Abbildungen von metrischen Räumen in sich zählen nicht zuletzt auch die kontraktiven Abbildungen. Wie bei letzteren stellt sich auch für erstere die Frage nach der Existenz von Fixpunkten. Eine Antwort auf diese Frage liefert der Fixpunktsatz von Browder-Göhde-Kirk. Er ist verwandt mit den Fixpunktsätzen von Banach und Schauder und geht auf Arbeiten von Felix Earl Browder, Dietrich Göhde und William A. Kirk aus den 1960er Jahren zurück.
Der Fixpunktsatz von Browder-Göhde-Kirk lässt sich zusammengefasst darstellen wie folgt:
Gegeben seien ein gleichmäßig konvexer Banachraum {\displaystyle E} und darin eine nichtleere, abgeschlossene, beschränkte und konvexe Teilmenge {\displaystyle X\subseteq E}.
Sei weiterhin {\displaystyle f\colon X\to X} eine nichtexpansive Abbildung, also dergestalt, dass stets die Ungleichung  {\displaystyle \|{f(x_{1})-f(x_{2})}\|_{E}\leq \|{x_{1}-x_{2}}\|_{E}\;(\forall x_{1},x_{2}\in X)} erfüllt sei.

Dann gilt:
Die Fixpunktmenge {\displaystyle \operatorname {Fix} (f)=\{x\in X\colon f(x)=x\}} ist eine nichtleere, abgeschlossene und konvexe Teilmenge von {\displaystyle X}.
Insbesondere gibt es ein {\displaystyle x_{0}\in X} mit {\displaystyle f(x_{0})=x_{0}} .
Der Fixpunktsatz von Browder-Göhde-Kirk gab Anlass zu einer Anzahl von Folgeuntersuchungen, die zu verschiedenen Beweisvarianten und Verallgemeinerungen führten. Die Resultate des Satzes wurden von Felix Browder, William A. Kirk und Dietrich Göhde unabhängig voneinander im Jahre 1965 gefunden. Browder hat mit diesem Satz die Existenz periodischer Lösungen gewisser Differentialgleichungen bewiesen. Kirks Version ist sogar noch etwas allgemeiner.